# Тэса (станция метро)
«Тэса» (кор. 대사역) — эстакадная станция Пусанского метро на линии Пусан — Кимхэ. Последняя в данном направлении станция на линии Пусан — Кимхэ на территории Пусана. Она представлена двумя боковыми платформами. Станция обслуживается транспортной корпорацией Пусан — Кимхэ (B&G Metro). Расположена в квартале Gangdong-dong (110-19 Gangdong-dong) административного района Кансо-гу города Пусан (Республика Корея). На станции установлены платформенные раздвижные двери.
Станция была открыта 16 сентября 2011 года.
Открытие станции было совмещено с открытием всей линии Пусан — Кимхэ, длиной 23,9 км, и еще 20 станций.